# CFI
CFI (akronim od ang. Confirmatory Fit Index) – w modelowaniu równań strukturalnych jest to jeden ze wskaźników dopasowania modelu. Wskaźnik ten przyjmuje wartości od 0 do 1, gdzie 1 oznacza model doskonale dopasowany. Twórcami wskaźnika są Peter M. Bentler i Douglas G. Bonett.